# Benjamin Hüfner
Benjamin Hüfner (* 7. Januar 1991 in Berlin) ist ein ehemaliger deutscher Eishockeyspieler.

## Karriere
Benjamin Hüfner begann seine Karriere als Eishockeyspieler in seiner Heimatstadt in der Nachwuchsabteilung der Eisbären Juniors Berlin, für die er von 2006 bis 2009 in der Deutschen Nachwuchsliga aktiv war. In seinen letzten beiden DNL-Jahren spielte er parallel für die erste Mannschaft der Eisbären Juniors Berlin in der drittklassigen Oberliga. Von 2009 bis 2011 spielte der Verteidiger für die Profimannschaft der Dresdner Eislöwen in der 2. Bundesliga. Parallel spielte er in der Saison 2009/10 für den FASS Berlin in der Regionalliga, der vierten deutschen Spielklasse sowie in der Saisonvorbereitung 2010 für die Eisbären Berlin, mit denen er die European Trophy gewann.
Zur Saison 2011/12 wurde Hüfner vom ETC Crimmitschau aus der 2. Bundesliga verpflichtet. Die Saison 2014/15 führte den Rechtsschützen in die DEL2 zu den Bietigheim Steelers. Mit diesen wurde er DEL2 Meister.
In der Saison 2015/16 spielte er für die Lausitzer Füchse, anschließend in der Saison 2016/17 für den SC Riessersee.
Zwischen 2017 und 2021 war Hüfner wieder Verteidiger der Steelers Bietigheim, gewann mit den Steelers 2018 und 2021 die DEL2-Meisterschaft und erreichte 2021 den sportlichen Aufstieg in DEL. Nach diesem Erfolg verließ er die Steelers und wechselte zum Herner EV. Nach erfolgreichen Jahren im Profisport beendete Benjamin Hüfner nach der Saison 2023/24 seine sportliche Laufbahn.

### International
Für Deutschland nahm Hüfner an der U18-Junioren-Weltmeisterschaft 2009 in Fargo / USA sowie der U20-Junioren-Weltmeisterschaft 2011 in Buffalo / USA teil.

## Erfolge und Auszeichnungen
- 2010 European-Trophy-Gewinn mit den Eisbären Berlin
- 2015 DEL2-Meister mit den Bietigheim Steelers
- 2018 DEL2-Meister mit den Bietigheim Steelers
- 2021 DEL2-Meister und DEL-Aufstieg mit den Bietigheim Steelers

## Karrierestatistik
(Stand: Ende der Saison 2019/20)